# Вікторівка (Тернопільський район)

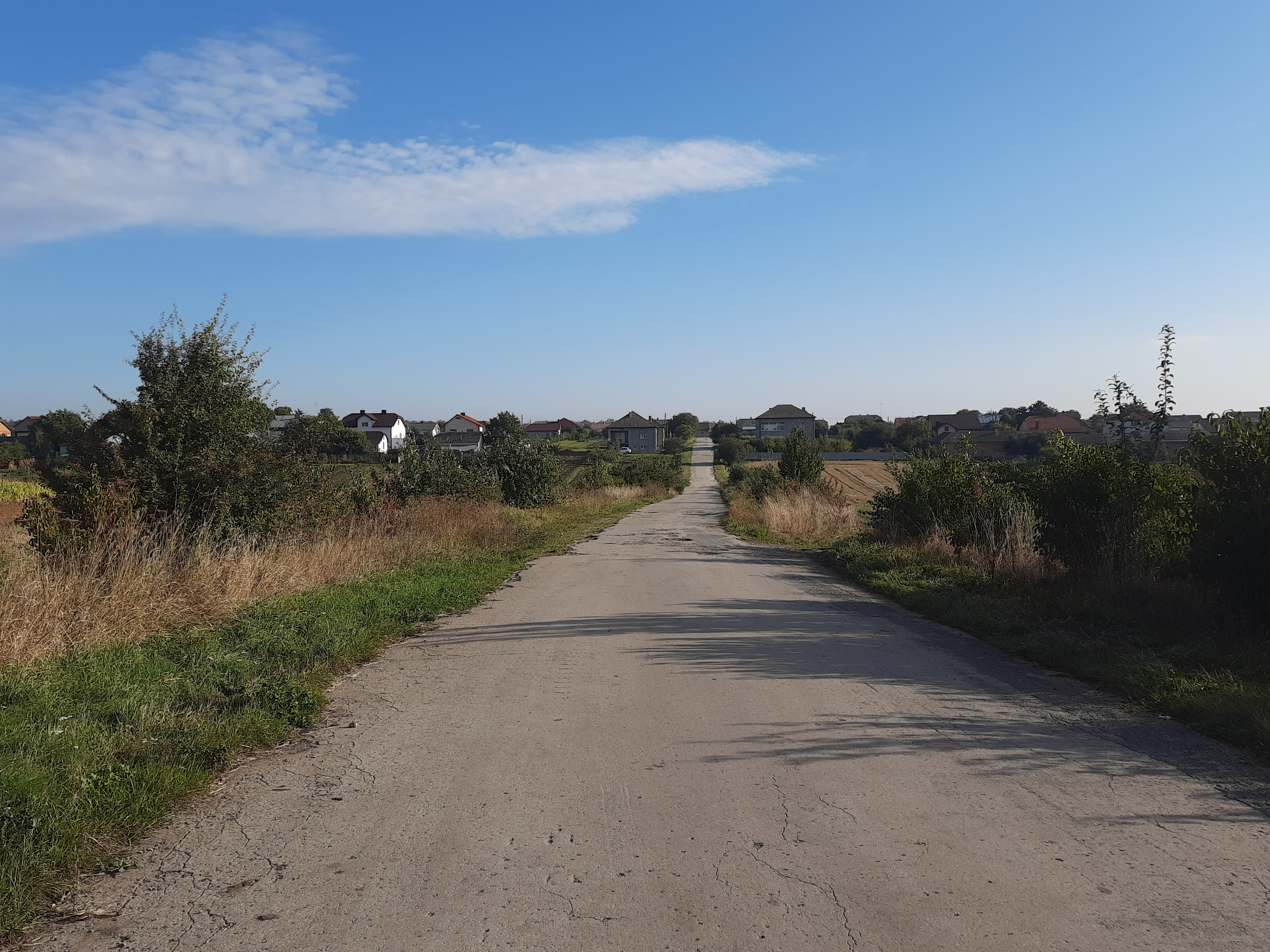
Дорога в село

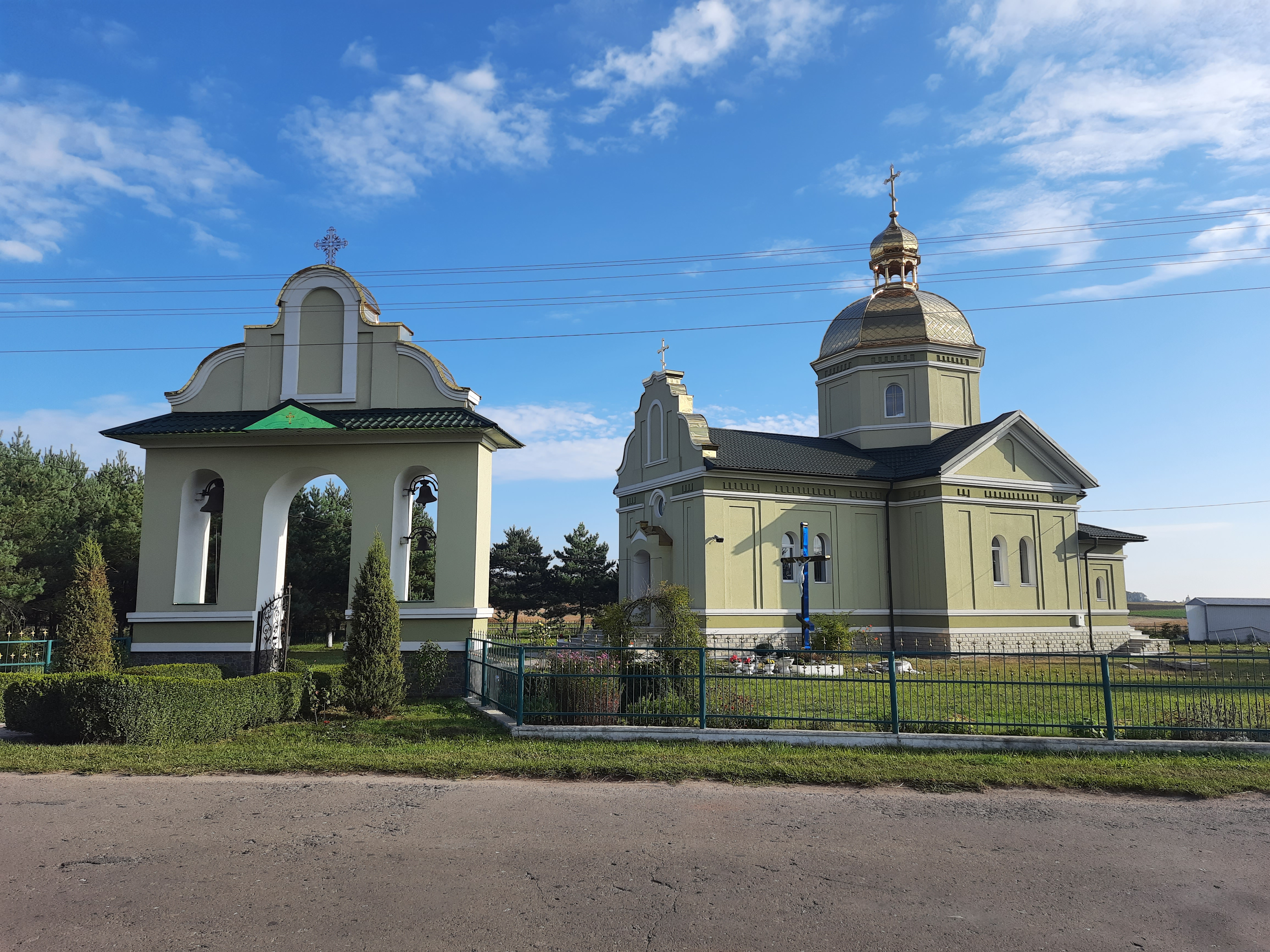
Церква святителя Миколая Чудотворця

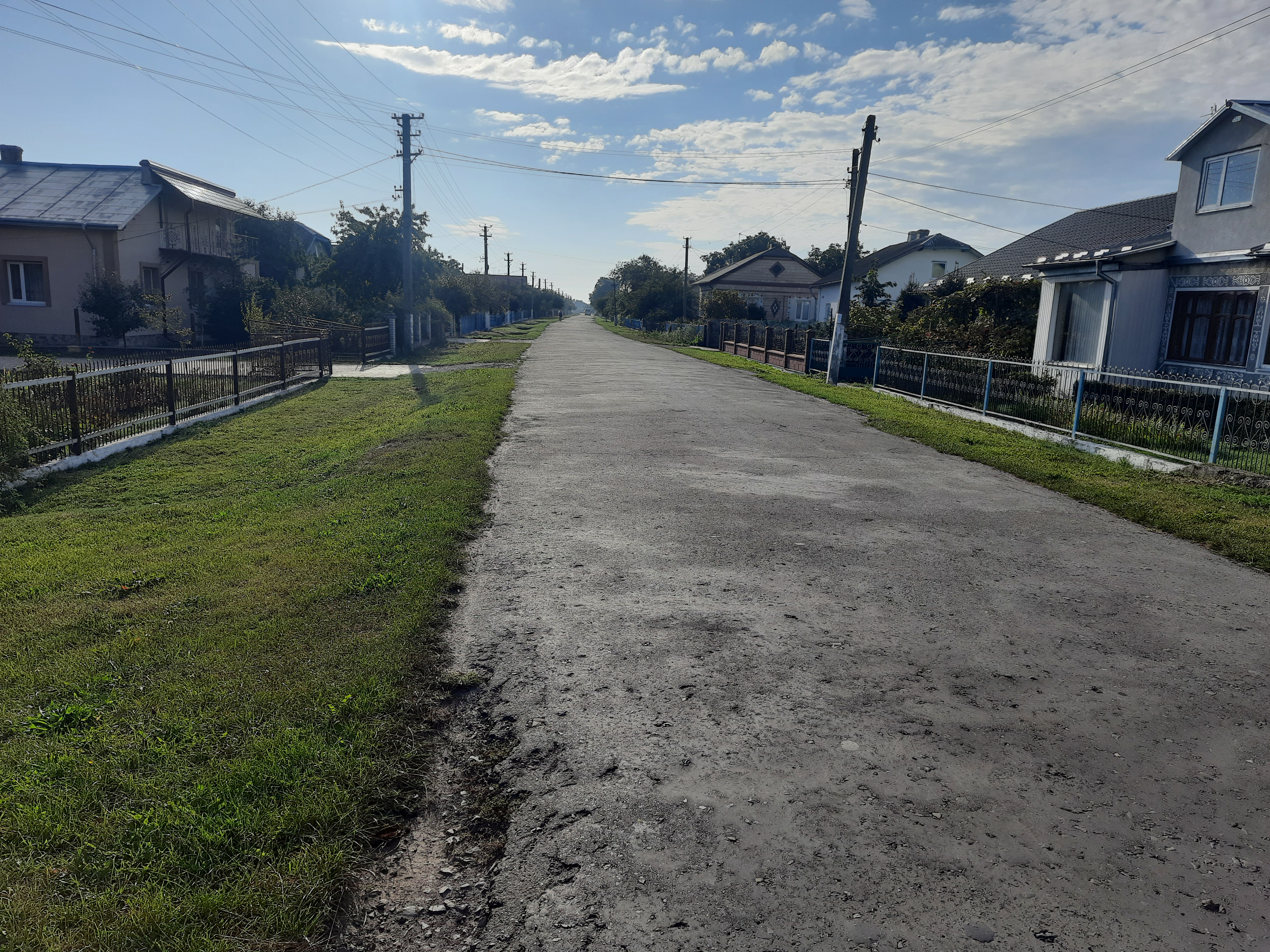
Сільська вулиця

Ві́кторівка —  село в Україні, у Козівській селищній громаді Тернопільського району Тернопільської області. Адміністративний центр колишньої Вікторівської сільської ради.

## Назва
Існує легенда про заснування села — на території колишнього Козівського району проживав пан (дані про якого не збереглися). У нього не було сина, якому він міг би передати землі та маєток, але він мав чотири дочки, Теофілію, Вікторію, Гелену та Олесю. Коли пан був старий та хворий, покликав доньок і сказав, що належні йому землі він ділить між ними. Після смерті батька, дочки, кожна на своїй землі зробили забудови маєтків. Надалі ці забудови розрослися, кругом них поселилися люди, які там працювали і так утворилися села. В даний час там розташовані села Теофіпілка, Вікторівка, Геленки та Олесине.

## Географія
Розташоване на берегах річки Тудинка (ліва притока Студенної, басейн Стрипи, сточище Дністра), за 4 км від районного центру і 2 км від найближчої залізничної станції Козова. Географічні координати: 49° 26’ пн. ш. 25° 11’ сх. д. Територія — 0,89 кв. км. Дворів — 147.

## Історія
Перша згадка про село датується 1785 року.
Між 1820 і 1830 рр., належала до громади Козова та до однойменної домінії, циркулу Бережани, Королівства Галичини та Володимирії.
У 1900 р. у Вікторівці — 397 осіб, 1939 р. — 1690 осіб.
У 1904 р. велика земельна власність належала Юзефові Мілінському.
Під час Першої світової війни до Леґіону УСС зголосився уродженець села Петро Марків (нар. 1895). До Другої світової війни Вікторівка була польською колонією. А коли поляків вивезли, у селі поселилися де портовані з Польщі українські родини, які почали заселяти цю територію.
Під час німецько-радянської війни загинули або пропали безвісти у Червоній армії: Іван Зелінський, Михайло Осташа (нар. 1915), Михайло Сваток (нар. 1924), Михайло Шевчук (1944 р.). Радянська влада репресувала, згодом реабілітувала Михайла Медвідя (нар. 1910), Михайла Петришина (нар. 1909).
12 червня 2020 року, відповідно до розпорядження Кабінету Міністрів України № 724-р «Про визначення адміністративних центрів та затвердження територій територіальних громад Тернопільської області» увійшло до складу Козівської селищної громади.
19 липня 2020 року, в результаті адміністративно-територіальної реформи та ліквідації Козівського району, село увійшло до складу Тернопільського району.

## Релігія
- церква святителя Миколая Чудотворця (1992; ПЦУ; мурована),
- «фігура» Пресвятої Богородиці (2006, фундатор П. Пеляк).

## Пам'ятки
Є парк.

## Населення
| 397 | 1690 | 573 | 567 |

За даними перепису населення 2001 року мовний склад населення села був таким:
| Мова       | Число ос. | Відсоток |
| ---------- | --------- | -------- |
| українська |           | 99,30    |
| російська  |           | 0,52     |
| білоруська |           | 0,17     |

Місцева говірка належить до наддністрянського говору південно-західного наріччя української мови.

## Соціальна сфера
Багато років село належало до Теофіпільської сільської ради, і входило до одного радгоспу (директор І. Козлов). Саме за його керівництва і господарювання село газифікували, заасфальтували дороги.
У 1998 р. у Вікторівці створили сільську раду (голова Петро Гловина).
Діють НВК (ЗОШ 1-го ступеня–дитячий садочок), бібліотека, клуб, фельдшерський пункт, крамниця, фермерське господарство «Вікторія-92» (від 1992). Село газифіковане. У 2009 р. з ініціативи голови фермерського господарства Петра Пеляка збудували стадіон, посадили сад.

## Відомі люди

### Народилися
- Петро Дрожджак — перший Представник Президента України в районі.
- Ігор Дутка (нар. 1963) — український інженер, спортсмен (волейбол).
- Віктор Кидонь (1964—2019) — український юрист, учасник російсько-української війни[5][6].
- Кузьма Володимир (2000—2024) — український військовий, учасник російсько-української війни[7].
- Ганна Назарків (нар. 1969) — український медик, літератор, член Національної спілки письменників України.
- Петро Пеляк (1950—2022) — український господарник, меценат, громадський діяч[8].